# Microcyphus rousseaui
Oursin zig-zag, Oursin Rousseau
Espèce
Synonymes
- Microcyphus circacanthus H.L. Clark, 1912[1]
- Microcyphus decaryi Lambert, 1922 [2]

Microcyphus rousseaui, communément appelé l’Oursin zig-zag ou l’Oursin Rousseau, est une espèce d'oursins réguliers tropicaux de la famille des Temnopleuridae, caractérisé par les larges zones nues qui parcourent son corps en zigzags.

## Description

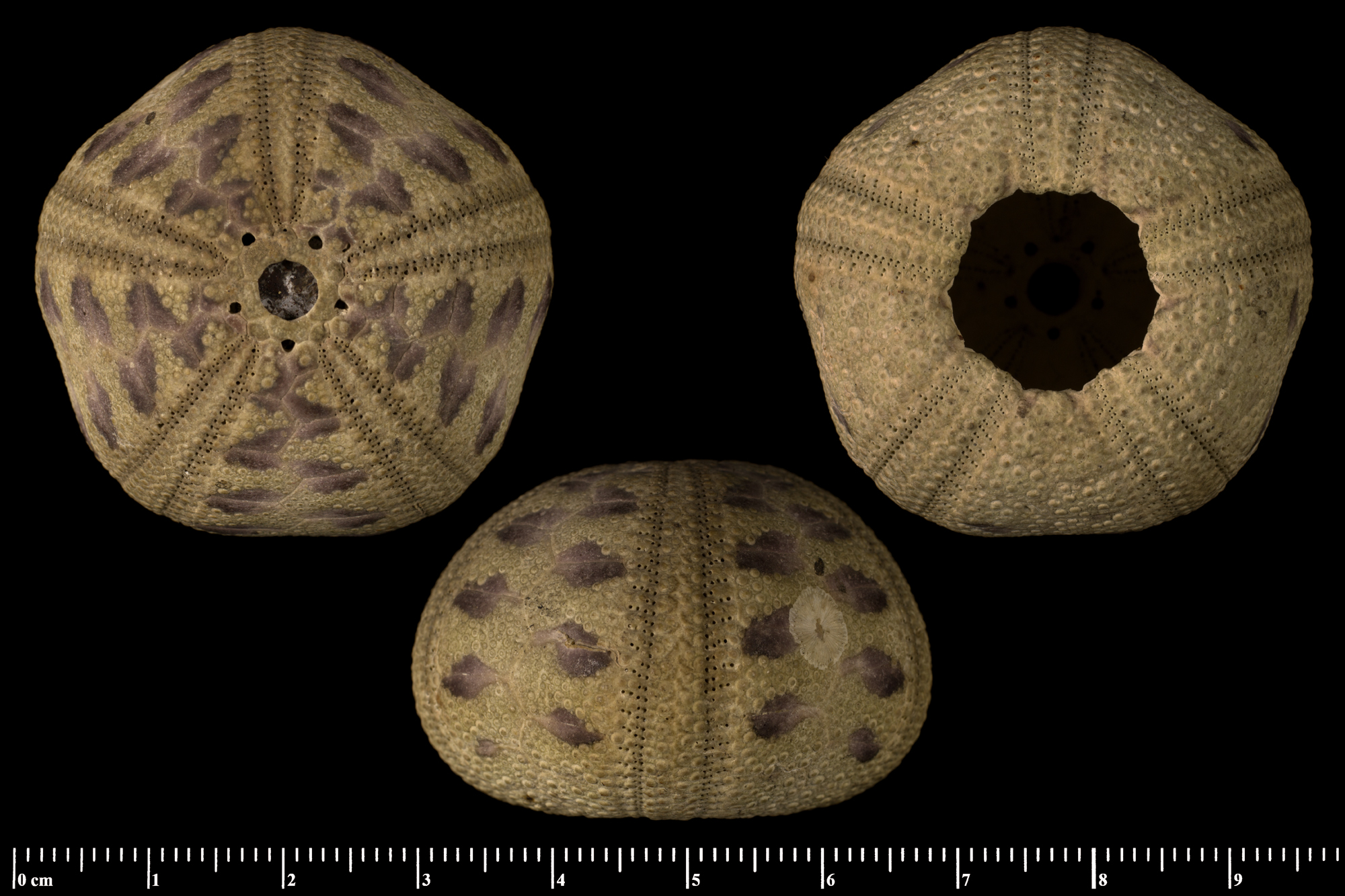
Test préservé (MNHN).

C'est un petit oursin régulier de forme presque sphérique (mais subpentagonal vu du dessus), dont le diamètre de la coquille (appelée « test ») peut aller jusqu'à 8 cm. Les radioles (piquants) sont fines et assez courtes, n'excédant pas 2 cm, densément disposés et brunâtres avec la pointe blanche. Ces radioles sont disposées en cinq double bandes, bien délimitées, tous les piquants de chaque bande étant comme « brossés » dans le même sens. Ces bandes alternent avec cinq bandes parfaitement nues et formant des rectangles disposés en quinconce, le plus souvent violacés ou bruns avec un zigzag plus clair au milieu.

## Répartition et habitat
Répartition
Cet oursin se rencontre dans l'Océan Indien occidental, de la Mer Rouge à Madagascar.
Habitat
On le trouve sur les platiers et les herbiers, entre la 10 et 30 m de profondeur.

## Écologie et comportement
C'est un oursin nocturne, qui vit caché le jour dans des anfractuosités ou sous des pierres ou du corail. Grâce à ses podia, il peut agglutiner des morceaux de substrat (coquilles, roches, débris...) pour se camoufler ou se protéger.
Il se nourrit principalement d'algues, qu'il broute sur le substrat grâce à sa puissante mâchoire appelée « Lanterne d'Aristote ».
La reproduction est gonochorique, et mâles et femelles relâchent leurs gamètes en même temps en pleine eau, où œufs puis larves vont évoluer parmi le plancton pendant quelques semaines avant de se fixer.

## Systématique
L'espèce Microcyphus rousseaui a été décrite par le naturaliste américain Louis Agassiz en 1846.
Cette espèce a pour synonymes Microcyphus circacanthus et Microcyphus decaryi. 

### Taxinomie
Il existe une sous-espèce :
- Microcyphus rousseaui purpuratus Mortensen, 1942[6].